# Mellila
Mellila (franska: Mellila (Commune Rurale), arabiska: احلاف) är en kommun i Marocko.   Den ligger i provinsen Benslimane och regionen Casablanca-Settat, i den norra delen av landet, 70 km söder om huvudstaden Rabat. Antalet invånare är 14 257.